# Hanns Groth
Hanns Groth (* 9. Dezember 1911 als Walther Georg Fritz Hirschel in Heidelberg; † 23. Januar 1953 in Berlin) war ein deutscher Schauspieler.

## Leben
Nach seiner künstlerischen Ausbildung war Hanns Groth zuerst an Bühnen in Hamburg, Essen, Braunschweig und Wolfenbüttel zu erleben. Im Jahre 1951 verpflichtete ihn Wolfgang Langhoff an das Deutsche Theater nach Berlin, während seine Frau Ingeborg und sein Sohn in Braunschweig blieben. Noch bekannter als durch seine Theaterrollen, wurde er durch seine Mitwirkung in fünf DEFA-Filmen, bis er plötzlich im Alter von 41 Jahren an einer Halsentzündung starb. 
Hanns Groth war ein Neffe der bekannten Schauspielerin Maria Koppenhöfer.

## Filmografie
- 1951: Zugverkehr unregelmäßig
- 1952: Roman einer jungen Ehe
- 1952: Frauenschicksale
- 1952: Sein großer Sieg
- 1953: Die Unbesiegbaren

## Theater
- 1939: Franz Grillparzer: Des Meeres und der Liebe Wellen – Regie:  Karl Wüstenhagen (Deutsches Schauspielhaus Hamburg)
- 1950: Carl Sternheim: 1913 – Regie: Günther Haenel (Deutsches Theater Berlin – Kammerspiele)
- 1951: Alfred Kantorowicz: Die Verbündeten (Widerstandskämpfer) – Regie: Wolfgang Heinz (Deutsches Theater Berlin – Kammerspiele)
- 1951: William Shakespeare: Was ihr wollt (Orsino) – Regie: Wolfgang Heinz (Deutsches Theater Berlin – Kammerspiele)
- 1951: Johann Wolfgang von Goethe: Egmont – Regie: Wolfgang Langhoff (Deutsches Theater Berlin)
- 1951: Jurij Burjakowskij: Julius Fucik (Untersuchungsrichter) – Regie: Wolfgang Langhoff (Deutsches Theater Berlin)
- 1952: Friedrich Schiller: Don Carlos – Regie: Wolfgang Langhoff (Deutsches Theater Berlin)
- 1953: Gotthold Ephraim Lessing: Minna von Barnhelm (Riccaut) – Regie: Hans Jungbauer (Deutsches Theater Berlin – Kammerspiele)

## Hörspiele
- 1950: Georg Kaiser: Zweimal Amphitryon (Alexandros) – Regie: Werner Stewe (Hörspiel – Berliner Rundfunk)
- 1950: Anna Seghers: Der Prozess der Jeanne d'Arc (La Fontaine) – Regie: Herwart Grosse (Hörspiel – Deutschlandsender)
- 1952: Pedro Calderón de la Barca: Der Richter von Zalamea (Hauptmann Don Alvaro) – Regie: Peter Bang (Hörspiel – Berliner Rundfunk)